# Druk United FC
Der Druk United Football Club ist ein bhutanischer Fußballverein mit Sitz in der Landeshauptstadt Thimphu.

## Geschichte

### Gründung und erste Jahre
Der Klub wurde im Jahr 2002 gegründet und nahm in der Saison 2002 am Spielbetrieb der B-Division teil. In die Gruppe B qualifizierte man sich mit zwölf Punkten über den ersten Platz für die Play-offs. Im Halbfinale unterlag die Mannschaft dem Yeedzin FC und wurde am Ende Dritter. Damit stieg man in die A-Division auf. In der Spielzeit gelang durch ein Unentschieden nur ein Punkt und das Team stieg wieder ab. Danach sind für eine längere Zeit keine Aufzeichnungen mehr verfügbar. Möglich ist, dass der Klub aufgelöst und später neu gegründet wurde.

### Wiederauftauchen und erste Meisterschaft
In der Saison 2012/13 gelang der Mannschaft wieder die Qualifikation für die Play-offs der B-Division, dort ging es bis ins Finale, wo man dem Druk Stars FC mit 1:5 unterlag und beide Teams aufstiegen. In der A-Division 2013 mit sechs Punkten nahm man über den vierten Platz an der Abstiegsrelegation teil. Mit 3:4 gewann man gegen Druk Stars und hielt die Klasse. Die Folgesaison beendete die Mannschaft mit 28 Punkten auf dem ersten Platz der A-Division und qualifizierte sich für die National League. Dort gelang nach zehn Partien mit 22 Punkten Platz eins und erstmals in der Geschichte des Klubs der nationale Meistertitel.

### 2015 bis 2020
In der mittlerweile in Thimphu League umbenannten Liga, gelang in der Saison 2015 mit 23 Punkten nicht die Qualifikation für die landesweite National League. Ebenfalls 2015 durfte die Mannschaft als erste aus Bhutan überhaupt an der Qualifikation für den AFC Cup 2016 teilnehmen. Die Spiele der Gruppe 1 wurden im Heimstadion ausgespielt, mit zwei Unentschieden konnte man sich jedoch nicht für die Gruppenphase qualifizieren. 2016 mit 26 Punkten erreichte man in der Thimphu League den dritten Platz und qualifizierte sich wieder für die National League, wo man mit 20 Punkten den zweiten Platz belegte. Die Saison 2017 beendete die Mannschaft mit 11 Punkten nur auf dem siebten Platz der Thimphu League. In der Saison 2018 wurde man mit 20 Punkten Fünfter.
Zur Saison 2019 wurde die Ligastruktur ein weiteres Mal neu organisiert. Damit spielte der Klub zunächst in der zweitklassigen Super League, welche von April bis Mai 2019 ausgespielt wurde und errang mit 13 Punkten den vierten Platz und qualifizierte sich für die Play-offs. Im zweiten Halbfinale unterlag der Klub hier jedoch der BFF Academy A mit 2:1. Dennoch durften alle Mannschaften aus den Play-offs in der Premier League spielen. In dieser von Juni bis November ausgespielten Liga erreichte die Mannschaft mit 30 Punkten den sechsten Platz. Eigentlich hätte der Klub auch zur Saison 2020 in der Spielklasse antreten können, zog sich für diese Saison jedoch scheinbar komplett zurück.

## Erfolge
- Meister der A-Division: 1
  - 2014
- Meister der National League: 1
  - 2014